# Bob- und Skeleton-Weltmeisterschaften 2011
Die Wettkämpfe der sechsten gemeinsamen Bob- und Skeletonweltmeisterschaften fanden vom 14. bis zum 27. Februar 2011 in Königssee in Deutschland auf der dortigen Kunsteisbahn statt. Die Bobsportler führten die 57. Bob-Weltmeisterschaft durch und waren zum vierten Mal in Bayern zu Gast. Die Skeletonsportler trugen ihre 21. Weltmeisterschaft aus und gastierten zum dritten Mal in Königsee.
Eigentlich sollte Cortina d’Ampezzo die Weltmeisterschaften austragen, die Welttitelkämpfe wurden jedoch Anfang 2009 von der FIBT nach Königssee auf die Kunsteisbahn Königssee verlegt, da die Finanzierung der notwendigen Umbauarbeiten an der Bahn in Cortina sowie eine reibungslose Organisation nicht gesichert werden konnte. Die Wahl des Austragungsortes erfolgte am 2. Juni 2007 durch den in London abgehaltenen Kongress des Internationalen Bob- und Schlittenverbandes (FIBT). Wettkampfstätte hätte die Pista olimpica Eugenio Monti sein sollen.
Ursprünglich setzte sich Cortina bei der Abstimmung mit 21:13 Stimmen gegen die Bewerbung aus Winterberg (Deutschland) durch. Nach 1937, 1939, 1950, 1954, 1960, 1966, 1981, 1989 und 1999 wäre Cortina zum zehnten Mal Gastgeber der Bobweltmeisterschaft gewesen.

## Bobsport

### Frauen

#### Zweierbob
| Platz                                   | Land                      | Sportler                                     | 1. Lauf | 2. Lauf | 1. Tag  | 3. Lauf | 4. Lauf | Gesamt               |
| --------------------------------------- | ------------------------- | -------------------------------------------- | ------- | ------- | ------- | ------- | ------- | -------------------- |
| 1                                       | Deutschland II            | Cathleen Martini Romy Logsch                 | 51,36   | 51,41   | 1:42,77 | 51,69   | 51,65   | 3:26,11 min          |
| 2                                       | Vereinigte Staaten I      | Shauna Rohbock Valerie Fleming               | 51,44   | 51,44   | 1:42,88 | 51,85   | 51,60   | 3:26,33 min + 0,22 s |
| 3                                       | Kanada I                  | Kaillie Humphries Heather Moyse              | 51,36   | 51,59   | 1:42,95 | 52,01   | 51,78   | 3:26,74 min + 0,63 s |
| 4                                       | Deutschland I             | Sandra Kiriasis Berit Wiacker                | 51,56   | 51,40   | 1:42,96 | 52,08   | 51,77   | 3:26,81 min + 0,70 s |
| 5                                       | Kanada II                 | Helen Upperton Shelly-Ann Brown              | 51,55   | 51,58   | 1:43,13 | 52,03   | 51,83   | 3:26,99 min + 0,88 s |
| 6                                       | Niederlande I             | Esmé Kamphuis Judith Vis                     | 51,87   | 51,78   | 1:43,65 | 51,92   | 51,95   | 3:27,52 min + 1,41 s |
| 7                                       | Schweiz II                | Sabina Hafner Caroline Spahni                | 51,76   | 51,77   | 1:43,53 | 52,24   | 51,97   | 3:27,74 min + 1,63 s |
| 8                                       | Deutschland III           | Anja Schneiderheinze-Stöckel Christin Senkel | 51,74   | 51,77   | 1:43,51 | 52,52   | 52,06   | 3:28,09 min + 1,98 s |
| 9                                       | Vereinigte Staaten III    | Elana Meyers Jamie Greubel                   | 51,78   | 51,78   | 1:43,56 | 52,68   | 52,09   | 3:28,33 min + 2,22 s |
| 10                                      | Vereinigte Staaten II     | Bree Schaaf Emily Azevedo                    | 51,80   | 51,99   | 1:43,79 | 52,54   | 52,01   | 3:28,34 min + 2,23 s |
| 11                                      | Schweiz I                 | Fabienne Meyer Hanne Schenk                  | 51,61   | 52,03   | 1:43,64 | 52,95   | 51,94   | 3:28,53 min + 2,42 s |
| 12                                      | Russland II               | Olga Fjodorowa Julija Timofejewa             | 52,02   | 52,01   | 1:44,03 | 52,32   | 52,31   | 3:28,66 min + 2,55 s |
| 13                                      | Vereinigtes Königreich I  | Paula Walker Rebekah Wilson                  | 52,00   | 51,85   | 1:43,85 | 52,89   | 51,94   | 3:28,68 min + 2,57 s |
| 14                                      | Australien I              | Astrid Loch-Wilkinson Fiona Cullen           | 52,05   | 52,17   | 1:44,22 | 52,73   | 52,52   | 3:29,47 min + 3,36 s |
| 15                                      | Russland I                | Anastassija Skulkina Margarita Ismailowa     | 52,25   | 52,40   | 1:44,22 | 52,63   | 52,24   | 3:29,52 min + 3,41 s |
| 16                                      | Österreich I              | Christina Hengster Anna Feichtner            | 52,13   | 52,12   | 1:44,25 | 53,02   | 52,85   | 3:30,12 min + 4,01 s |
| 17                                      | Belgien I                 | Elfje Willemsen Anouska Hellebuyck           | 52,37   | 52,81   | 1:45,18 | 52,90   | 52,49   | 3:30,57 min + 4,46 s |
| 18                                      | Russland III              | Wiktorija Tokowaja Natalja Kalaschnik        | 52,55   | 52,78   | 1:45,33 | 53,26   | 53,13   | 3:31,72 min + 5,61 s |
| 19                                      | Rumänien I                | Carmen Radenovic-Tronescu Alina Savin        | 52,55   | 52,78   | 1:45,33 | 53,26   | 53,13   | 3:31,72 min + 6,59 s |
| 20                                      | Rumänien II               | Andreea Olimpia Popescu Maria Dragan         | 52,91   | 52,97   | 1:45,88 | 53,31   | 53,56   | 3:32,75 min + 6,64 s |
| Für den vierten Lauf nicht qualifiziert |                           |                                              |         |         |         |         |         |                      |
| 21                                      | Vereinigtes Königreich II | Fiona Harrison Gillian Cooke                 | 53,25   | 53,01   | 1:46,26 | 53,70   | -       | 2:40,06 min          |
| 22                                      | Belgien II                | Eva Willemarck Els de Groote                 | 53,31   | 53,54   | 1:46,85 | 53,24   | -       | 2:40,09 min          |

Datum: 18./19. Februar 2011

### Männer

#### Zweierbob
| Platz                                   | Land                      | Sportler                                  | 1. Lauf | 2. Lauf | 1. Tag  | 3. Lauf | 4. Lauf | Gesamt               |
| --------------------------------------- | ------------------------- | ----------------------------------------- | ------- | ------- | ------- | ------- | ------- | -------------------- |
| 1                                       | Russland I                | Alexander Subkow Alexei Wojewoda          | 50,31   | 50,25   | 1:40,56 | 50,20   | 49,96   | 3:20,72 min          |
| 2                                       | Deutschland III           | Thomas Florschütz Kevin Kuske             | 50,50   | 50,17   | 1:40,67 | 50,29   | 49,94   | 3:20,90 min + 0,18 s |
| 2                                       | Deutschland I             | Manuel Machata Andreas Bredau             | 50,51   | 50,26   | 1:40,77 | 50,24   | 49,89   | 3:20,90 min + 0,18 s |
| 4                                       | Schweiz I                 | Beat Hefti Thomas Lamparter               | 50,56   | 50,06   | 1:40,62 | 50,59   | 49,79   | 3:21,00 min + 0,28 s |
| 5                                       | Deutschland II            | Karl Angerer Alexander Rödiger            | 50,85   | 50,28   | 1:41,23 | 50,27   | 49,87   | 3:21,27 min + 0,55 s |
| 6                                       | Vereinigte Staaten I      | Steven Holcomb Steven Langton             | 50,60   | 50,38   | 1:40,98 | 50,26   | 50,27   | 3:21,51 min + 0,79 s |
| 6                                       | Italien I                 | Simone Bertazzo Matteo Torchio            | 50,62   | 50,40   | 1:41,02 | 50,31   | 50,18   | 3:21,51 min + 0,79 s |
| 8                                       | Rumänien I                | Nicolae Istrate Florin Crăciun            | 50,73   | 50,47   | 1:41,20 | 50,47   | 50,39   | 3:22,06 min + 1,34 s |
| 9                                       | Kanada II                 | Lyndon Rush Neville Wright                | 51,05   | 50,53   | 1:41,58 | 50,51   | 50,14   | 3:22,23 min + 1,51 s |
| 10                                      | Schweiz II                | Gregor Baumann Alexander Baumann          | 50,89   | 50,59   | 1:41,48 | 50,53   | 50,24   | 3:22,25 min + 1,53 s |
| 11                                      | Deutschland IV            | Francesco Friedrich Marko Hübenbecker     | 50,80   | 50,68   | 1:41,48 | 50,49   | 50,31   | 3:22,28 min + 1,56 s |
| 12                                      | Monaco I                  | Patrice Servelle Lascelles Brown          | 50,96   | 50,71   | 1:41,67 | 50,55   | 50,24   | 3:22,46 min + 1,74 s |
| 13                                      | Lettland II               | Oskars Melbārdis Intars Dambis            | 50,70   | 50,78   | 1:41,48 | 50,57   | 50,49   | 3:22,54 min + 1,82 s |
| 14                                      | Österreich I              | Jürgen Loacker Matthias Adolf             | 50,97   | 51,14   | 1:42,11 | 50,45   | 50,37   | 3:22,93 min + 2,21 s |
| 15                                      | Polen I                   | Dawid Kupczyk Marcin Piotr Niewiara       | 50,98   | 50,56   | 1:41,54 | 50,85   | 50,66   | 3:23,05 min + 2,33 s |
| 16                                      | Lettland I                | Edgars Maskalāns Daumants Dreiškens       | 51,10   | 50,85   | 1:41,95 | 50,76   | 50,40   | 3:23,11 min + 2,39 s |
| 17                                      | Russland II               | Alexander Kasjanow Maxim Belugin          | 51,17   | 50,80   | 1:41,97 | 50,72   | 50,48   | 3:23,17 min + 2,45 s |
| 18                                      | Niederlande I             | Edwin van Calker Sybren Jansma            | 51,24   | 50,92   | 1:42,16 | 50,60   | 50,61   | 3:23,37 min + 2,65 s |
| 19                                      | Kanada II                 | Chris Spring Timothy Randall              | 51,05   | 50,84   | 1:41,89 | 50,88   | 50,74   | 3:23,51 min + 2,79 s |
| 20                                      | Vereinigtes Königreich I  | John Jackson Bruce Tasker                 | 51,04   | 50,93   | 1:41,97 | 50,87   | 50,92   | 3:23,76 min + 3,04 s |
| Für den vierten Lauf nicht qualifiziert |                           |                                           |         |         |         |         |         |                      |
| 21                                      | Tschechien I              | Jan Vrba Jan Stokláska                    | 51,24   | 50,93   | 1:42,17 | 50,71   | -       | 2:32,88 min          |
| 22                                      | Vereinigte Staaten II     | John Napier Laszlo Vandracsek             | 51,09   | 50,95   | 1:42,14 | 50,90   | -       | 2:32,94 min          |
| 23                                      | Russland III              | Alexei Gorlatschow Alexander Rjabow       | 51,37   | 50,79   | 1:42,16 | 50,80   | -       | 2:32,96 min          |
| 24                                      | Schweiz III               | Rico Peter Thomas Ruf                     | 51,20   | 51,08   | 1:42,28 | 50,85   | -       | 2:33,13 min          |
| 25                                      | Vereinigte Staaten III    | Cory Butner Johnny Quinn                  | 51,46   | 50,96   | 1:42,42 | 50,85   | -       | 2:33,34 min          |
| 26                                      | Vereinigtes Königreich II | Lamin Deen Richard Sharman                | 51,45   | 51,34   | 1:42,79 | 51,49   | -       | 2:34,28 min          |
| 27                                      | Frankreich I              | Thibault Alexis Godefroy Jean-Paul Ricard | 51,78   | 51,35   | 1:43,13 | 51,38   | -       | 2:34,51 min          |
| 28                                      | Liechtenstein I           | Bruno Meyerhans Jürgen Berginz            | 52,24   | 51,73   | 1:43,97 | 51,63   | -       | 2:35,60 min          |
| 29                                      | Australien I              | Heath Spence Dustin MacPherson            | 53,10   | 52,65   | 1:45,75 | 52,16   | -       | 2:37,91 min          |
| 30                                      | Belgien I                 | Marc Sluszny Lino Vandoorne               | 52,82   | 52,92   | 1:45,74 | 52,24   | -       | 2:37,98 min          |
| 31                                      | Kroatien I                | Ivan Šola Nikolai Nimac                   | 54,38   | 53,65   | 1:48,03 | 53,36   | -       | 2:41,39 min          |
|                                         | Serbien I                 | Vuk Rađenović Slobodan Matijević          | DNS     |         |         |         |         |                      |

Datum: 19./20. Februar 2011

#### Viererbob
| Platz                                   | Land                     | Sportler                                                                         | 1. Lauf | 2. Lauf | 1. Tag  | 3. Lauf | 4. Lauf | Gesamt               |
| --------------------------------------- | ------------------------ | -------------------------------------------------------------------------------- | ------- | ------- | ------- | ------- | ------- | -------------------- |
| 1                                       | Deutschland I            | Manuel Machata Andreas Bredau Richard Adjei Christian Poser                      | 48,65   | 48,79   | 1:37,44 | 49,26   | 49,88   | 3:16,58 min          |
| 2                                       | Deutschland II           | Karl Angerer Alexander Rödiger Christian Friedrich Gregor Bermbach               | 48,74   | 48,92   | 1:37,68 | 49,31   | 50,13   | 3:17,10 min + 0,52 s |
| 3                                       | Vereinigte Staaten I     | Steven Holcomb Steven Langton Justin Olsen Curtis Tomasevicz                     | 48,81   | 49,01   | 1:37,82 | 49,46   | 49,98   | 3:17,26 min + 0,68 s |
| 4                                       | Russland I               | Alexander Subkow Filipp Jegorow Dmitri Trunenkow Nikolai Chrenkow                | 48,78   | 49,00   | 1:37,78 | 49,39   | 50,28   | 3:17,45 min + 0,87 s |
| 4                                       | Deutschland IV           | Maximilian Arndt Martin Putze Alexander Rödiger Jan Speer                        | 49,05   | 48,92   | 1:37,97 | 49,48   | 50,00   | 3:17,45 min + 0,87 s |
| 6                                       | Kanada I                 | Lyndon Rush Cody Sorensen Neville Wright David Bissett                           | 48,87   | 49,00   | 1:37,87 | 49,56   | 50,08   | 3:17,51 min + 0,93 s |
| 7                                       | Deutschland III          | Thomas Florschütz Kevin Kuske Ronny Listner Andreas Barucha                      | 49,01   | 49,09   | 1:38,10 | 49,48   | 50,16   | 3:17,74 min + 1,16 s |
| 8                                       | Schweiz I                | Gregor Baumann Patrick Blöchliger Alexander Baumann Jürg Egger                   | 49,06   | 49,06   | 1:38,12 | 49,64   | 50,21   | 3:17,97 min + 1,39 s |
| 9                                       | Lettland I               | Edgars Maskalāns Uģis Žaļims Intars Dambis Daumants Dreiškens                    | 49,06   | 49,10   | 1:38,16 | 49,69   | 50,53   | 3:18,38 min + 1,80 s |
| 10                                      | Russland II              | Alexander Kasjanow Maxim Belugin Andrei Jurkow Dmitri Stjopuschkin               | 49,02   | 49,14   | 1:38,16 | 49,77   | 50,55   | 3:18,48 min + 1,90 s |
| 11                                      | Russland III             | Alexei Gorlatschow Pjotr Moissejew Alexei Kirejew Sergei Prudnikow               | 49,29   | 49,07   | 1:38,36 | 49,89   | 50,52   | 3:18,77 min + 2,19 s |
| 12                                      | Schweiz II               | Beat Hefti Roman Handschin Manuel Lüthi Thomas Lamparter                         | 49,22   | 49,13   | 1:38,35 | 49,88   | 50,55   | 3:18,78 min + 2,20 s |
| 13                                      | Österreich I             | Jürgen Loacker Martin Lachkovics Matthias Adolf Jürgen Mayer                     | 49,16   | 49,22   | 1:38,38 | 50,03   | 50,41   | 3:18,82 min + 2,24 s |
| 14                                      | Kanada II                | Chris Spring Timothy Randall Derek Plug Graeme Rinholm                           | 49,17   | 49,27   | 1:38,44 | 50,02   | 50,60   | 3:19,06 min + 2,48 s |
| 15                                      | Lettland II              | Oskars Melbārdis Raivis Broks Mihails Arhipovs Jānis Strenga                     | 49,48   | 49,34   | 1:38,82 | 49,86   | 50,47   | 3:19,15 min + 2,57 s |
| 16                                      | Niederlande I            | Edwin van Calker Yannick Greiner Sybren Jansma Arno Klaassen                     | 49,27   | 49,18   | 1:38,45 | 50,04   | 50,68   | 3:19,17 min + 2,59 s |
| 17                                      | Tschechien I             | Jan Vrba Martin Bohmann Jan Stokláska Dominik Suchý                              | 49,27   | 49,22   | 1:38,49 | 50,20   | 50,76   | 3:19,45 min + 2,87 s |
| 18                                      | Polen I                  | Dawid Kupczyk Michal Kasperowicz Marcin Piotr Niewiara Pawel Mroz                | 49,28   | 49,29   | 1:38,57 | 50,21   | 50,73   | 3:19,51 min + 2,93 s |
| 19                                      | Vereinigte Staaten II    | John Napier Laszlo Vandracsek Jared Clugston Jesse Beckom                        | 49,31   | 49,21   | 1:38,52 | 50,44   | 51,09   | 3:20,05 min + 3,47 s |
| 20                                      | Italien I                | Simone Bertazzo Sergio Riva Matteo Torchio Samuele Romanini                      | 49,38   | 49,54   | 1:38,92 | 50,51   | 51,05   | 3:20,48 min + 3,90 s |
| Für den vierten Lauf nicht qualifiziert |                          |                                                                                  |         |         |         |         |         |                      |
| 21                                      | Schweiz III              | Rico Peter Thomas Ruf Fabio Badraun Thomas Landolt                               | 49,54   | 49,42   | 1:38,96 | 50,62   | -       | 2:29,58 min          |
| 22                                      | Vereinigtes Königreich I | John Jackson Bruce Tasker Dave Smith Christopher Woolley                         | 49,59   | 49,53   | 1:39,12 | 50,67   | -       | 2:29,79 min          |
| 23                                      | Rumänien I               | Nicolae Istrate Bogdan Otavă Florin Crăciun Ionuț Andrei                         | 49,65   | 49,56   | 1:39,21 | 50,89   | -       | 2:30,10 min          |
| 24                                      | Serbien I                | Vuk Rađenović Uros Stegel Milos Savić Damjan Zlatnar                             | 49,96   | 49,88   | 1:39,84 | 51,20   | -       | 2:31,04 min          |
| 25                                      | Japan I                  | Hiroshi Suzuki Tohru Sakurai Kobayashi Ryuichi Kota Imal                         | 49,96   | 50,00   | 1:39,96 | 51,49   | -       | 2:31,45 min          |
| 26                                      | Frankreich I             | Thibault Alexis Godefroy Julien Bernard-Godet Alexandré Lhomel Alexandré Jolivet | 50,13   | 49,94   | 1:40,07 | 51,40   | -       | 2:31,47 min          |
| 27                                      | Slowakei I               | Milan Jagnešák Martin Tešovič Andrej Bičian Juraj Mokráš                         | 50,01   | 50,00   | 1:40,01 | 51,58   | -       | 2:31,59 min          |
| 28                                      | Vereinigte Staaten III   | Cory Butner Codie Bascue Kameron Hart Johnny Quinn                               | 50,15   | 50,00   | 1:40,15 | 51,56   | -       | 2:31,71 min          |
| 29                                      | Rumänien II              | Dorin Grigore Emilian Pertea Danut Stancu Florin Barcacila Bogdan                | 50,16   | 50,34   | 1:40,50 | 51,63   | -       | 2:32,13 min          |
| 30                                      | Kroatien I               | Ivan Šola Dražen Silić Mate Mezulić Igor Marić                                   | 50,84   | 50,38   | 1:41,22 | 52,00   | -       | 2:33,22 min          |
| 31                                      | Australien I             | Heath Spence Dustin MacPherson Joshua Kelly Christian Wulff                      | 50,78   | 50,81   | 1:41,59 | 52,85   | -       | 2:34,44 min          |
| 32                                      | Belgien I                | Marc Sluszny Thomas Siech Lino Vandoorne Korneel Deblock                         | 51,37   | 51,76   | 1:43,13 | 53,63   | -       | 2:36,76 min          |
|                                         | Monaco I                 | Patrice Servelle Joffrey Tocant Elly Lefort Lascelles Brown                      | 49,42   | 49,77   | 1:39,19 | DNS     | DNS     | DNS                  |

Datum: 26./27. Februar 2011

## Skeletonsport

### Frauen
| Platz                                   | Sportler              | Nation                 | Laufzeiten              | Rang                | Endzeit             |
| --------------------------------------- | --------------------- | ---------------------- | ----------------------- | ------------------- | ------------------- |
| 1                                       | Marion Thees          | Deutschland            | 52,22 52,21 52,07 52,01 | (1) (2) (1)         | 3:28,51 min         |
| 2                                       | Anja Huber            | Deutschland            | 52,44 52,14 52,35 52,46 | (2) (1) (3) (4)     | 3:29,39 min +0.88 s |
| 3                                       | Mellisa Hollingsworth | Kanada                 | 52,64 52,34 52,46 52,30 | (3) (5) (3)         | 3:29,74 min +1.23 s |
| 4                                       | Shelley Rudman        | Vereinigtes Königreich | 53,14 52,45 52,24 52,22 | (9) (4) (2)         | 3:30,05 min +1.54 s |
| 5                                       | Olga Potylizyna       | Russland               | 53,10 52,50 52,40 52,70 | (8) (5) (4) (6)     | 3:30,70 min +2.19 s |
| 6                                       | Katharina Heinz       | Deutschland            | 52,88 52,68 52,76 52,55 | (5) (8) (7) (5)     | 3:30,87 min +2.36 s |
| 7                                       | Amy Gough             | Kanada                 | 52,81 52,64 52,84 52,70 | (4) (6) (9) (6)     | 3:30,99 min +2.48 s |
| 8                                       | Darla Deschamps       | Kanada                 | 53,00 52,64 52,87 52,70 | (6) (10) (6)        | 3:31,21 min +2.70 s |
| 9                                       | Katie Uhlaender       | Vereinigte Staaten     | 53,36 52,75 52,58 52,82 | (13) (10) (6) (10)  | 3:31,51 min +3.00 s |
| 10                                      | Jelena Judina         | Russland               | 53,29 52,73 52,76 52,87 | (10) (9) (7) (12)   | 3:31,65 min +3.14 s |
| 11                                      | Robynne Thompson      | Kanada                 | 53,07 53,46 53,55 53,06 | (7) (15) (16) (13)  | 3:33,14 min +4.63 s |
| 12                                      | Emma Lincoln-Smith    | Australien             | 53,33 53,62 53,45 52,83 | (11) (18) (15) (11) | 3:33,23 min +4.72 s |
| 13                                      | Donna Creighton       | Vereinigtes Königreich | 53,48 53,20 53,55 53,06 | (14) (12) (16) (13) | 3:33,29 min +4.78 s |
| 14                                      | Katharine Eustace     | Neuseeland             | 54,12 52,91 53,60 52,77 | (22) (11) (18) (9)  | 3:33,40 min +4.89 s |
| 15                                      | Lucy Chaffer          | Australien             | 53,75 53,72 53,00 53,53 | (17) (20) (11) (18) | 3:34,00 min +5.49 s |
| 16                                      | Kimber Gabryszak      | Vereinigte Staaten     | 53,80 53,78 53,10 53,49 | (19) (22) (12) (16) | 3:34,17 min +5.66 s |
| 17                                      | Joska Le Conté        | Niederlande            | 54,15 53,43 53,41 53,40 | (23) (14) (13) (15) | 3:34,39 min +5.88 s |
| 18                                      | Nozomi Komuro         | Japan                  | 54,11 53,36 53,44 53,49 | (21) (13) (14) (16) | 3:34,40 min +5.89 s |
| 19                                      | Janine Flock          | Österreich             | 53,33 53,57 53,82 54,31 | (11) (17) (21) (19) | 3:35,03 min +6.52 s |
| 20                                      | Jessica Kilian        | Schweiz                | 53,75 53,68 53,70 54,61 | (17) (19) (20)      | 3:35,74 min +7.23 s |
| Für den vierten Lauf nicht qualifiziert |                       |                        |                         |                     |                     |
| 21                                      | Michaela Gläßer       | Tschechien             | 54,07 53,52 53,60       | (20) (16) (18)      |                     |
| 22                                      | Marija Orlowa         | Russland               | 53,59 53,74 53,95       | (15) (21) (23)      |                     |
| 23                                      | Anne O’Shea           | Vereinigte Staaten     | 53,65 53,89 53,87       | (16) (23) (22)      |                     |
| 24                                      | Barbara Hosch         | Österreich             | 54,62 54,61 53,96       | (25) (24)           |                     |
| 25                                      | Delia Andreea Ivas    | Rumänien               | 54,51 54,44 54,65       | (24) (25)           |                     |
| 26                                      | Maria Mazilu          | Rumänien               | 55,22 55,48 54,85       | (26)                |                     |

Datum: 25./26. Februar 2011

### Männer
| Platz                                   | Sportler                | Nation                 | Laufzeiten              | Rang                | Endzeit             |
| --------------------------------------- | ----------------------- | ---------------------- | ----------------------- | ------------------- | ------------------- |
| 1                                       | Martins Dukurs          | Lettland               | 51,18 50,67 50,94 50,91 | (1)                 | 3:23,70 min         |
| 2                                       | Alexander Tretjakow     | Russland               | 51,43 51,14 51,62 51,25 | (4) (3) (2)         | 3:25,44 min +1.74 s |
| 3                                       | Frank Rommel            | Deutschland            | 51,71 51,14 51,53 51,30 | (6) (4) (2) (3)     | 3:25,68 min +1.98 s |
| 4                                       | Sandro Stielicke        | Deutschland            | 51,42 51,13 51,87 51,56 | (3) (2) (6) (5)     | 3:25,98 min +2.28 s |
| 5                                       | Mirsad Halilovic        | Deutschland            | 51,29 51,13 51,68 51,89 | (2) (4) (11)        | 3:25,99 min +2.29 s |
| 6                                       | Kristan Bromley         | Vereinigtes Königreich | 51,48 51,23 51,85 51,72 | (5) (6) (5) (7)     | 3:26,28 min +2.58 s |
| 7                                       | Matthew Antoine         | Vereinigte Staaten     | 51,92 51,50 51,98 51,37 | (12) (11) (7) (4)   | 3:26,77 min +3.07 s |
| 8                                       | Alexander Kröckel       | Deutschland            | 51,79 51,57 52,13 51,66 | (9) (13) (8) (6)    | 3:27,15 min +3.45 s |
| 9                                       | Tomass Dukurs           | Lettland               | 51,75 51,45 52,25 51,77 | (8) (10) (8)        | 3:27,22 min +3.52 s |
| 10                                      | Sergei Tschudinow       | Russland               | 51,83 51,65 52,14 51,91 | (10) (16) (9) (12)  | 3:27,53 min +3.83 s |
| 11                                      | Jon Montgomery          | Kanada                 | 51,74 51,43 52,53 51,96 | (7) (16) (14)       | 3:27,66 min +3.96 s |
| 12                                      | Ben Sandford            | Neuseeland             | 51,99 51,63 52,42 51,94 | (14) (15) (13)      | 3:27,98 min +4.28 s |
| 13                                      | Michael Douglas         | Kanada                 | 52,23 51,48 52,50 51,88 | (16) (10) (14) (10) | 3:28,07 min +4.37 s |
| 14                                      | Chris Type              | Vereinigtes Königreich | 52,23 51,47 52,50 51,86 | (16) (9) (14) (9)   | 3:28,08 min +4.38 s |
| 15                                      | John Fairbairn          | Kanada                 | 51,96 51,52 52,93 50,01 | (13) (12) (21) (15) | 3:28,42 min +4.72 s |
| 16                                      | Andy Wood               | Vereinigtes Königreich | 52,24 51,57 52,66 52,46 | (18) (13) (17) (18) | 3:28,93 min +5.23 s |
| 17                                      | John Daly               | Vereinigte Staaten     | 52,08 52,30 52,39 52,63 | (15) (19) (12) (19) | 3:29,40 min +5.70 s |
| 18                                      | Anže Šetina             | Slowenien              | 52,25 52,34 52,70 52,31 | (19) (21) (18) (17) | 3:29,60 min +5.90 s |
| 19                                      | Hiroatsu Takahashi      | Japan                  | 51,83 52,17 52,89 53,05 | (10) (18) (20)      | 3:29,94 min +6.24 s |
| 20                                      | Pascal Oswald           | Schweiz                | 53,63 51,78 52,25 52,29 | (28) (17) (10) (16) | 3:29,95 min +6.25 s |
| Für den vierten Lauf nicht qualifiziert |                         |                        |                         |                     |                     |
| 21                                      | Lukas Kummer            | Schweiz                | 52,50 52,30 52,88       | (22) (19)           |                     |
| 22                                      | Matthias Guggenberger   | Österreich             | 52,42 52,61 53,07       | (20) (26) (24)      |                     |
| 23                                      | John Farrow             | Australien             | 52,42 52,53 53,34       | (22) (24) (27)      |                     |
| 24                                      | Maurizio Oioli          | Italien                | 52,74 52,71 53,00       | (23) (28) (22)      |                     |
| 25                                      | Kyle Tress              | Vereinigte Staaten     | 52,97 52,47 53,02       | (25) (22) (23)      |                     |
| 26                                      | Ander Mirambell         | Spanien                | 52,86 52,49 53,18       | (24) (23) (26)      |                     |
| 27                                      | Yūki Sasahara           | Japan                  | 53,49 52,66 53,10       | (27) (25)           |                     |
| 28                                      | Giovanni Mulassano      | Italien                | 53,29 53,13 53,90       | (26) (29) (30)      |                     |
| 29                                      | Jakub Holoubek          | Tschechien             | 54,02 53,37 53,64       | (29) (31) (29)      |                     |
| 30                                      | Emilio Souza Strapasson | Brasilien              | 54,17 54,00 53,58       | (31) (32) (28)      |                     |
| 31                                      | Dorin Dumitru Velicu    | Rumänien               | 55,13 52,55 54,20       | (34) (25) (31)      |                     |
| 32                                      | Matus Skolnik           | Slowakei               | 54,08 53,36 54,57       | (30) (32)           |                     |
| 33                                      | Bradley Chalupski       | Israel                 | 54,56 54,34 54,88       | (32) (33) (34)      |                     |
| 34                                      | Lee Webster             | Südafrika              | 54,69 54,76 54,72       | (33) (34) (33)      |                     |

Datum: 24./25, Februar 2011

## Mannschaft
| Platz | Land                      | Bob                                      | Bob   | Bob                                | Bob   | Skeleton                       | Skeleton | Skeleton              | Skeleton | Gesamtzeit           |
| Platz | Land                      | 2er w                                    | Zeit  | 2er m                              | Zeit  | Frauen                         | Zeit     | Männer                | Zeit     | Gesamtzeit           |
| ----- | ------------------------- | ---------------------------------------- | ----- | ---------------------------------- | ----- | ------------------------------ | -------- | --------------------- | -------- | -------------------- |
| 01    | Deutschland II            | Sandra Kiriasis Stephanie Schneider      | 51,60 | Francesco Friedrich Florian Becke  | 50,27 | Marion Thees                   | 52,82    | Mirsad Halilovic      | 51,40    | 3:26,09 min          |
| 02    | Deutschland I             | Cathleen Martini Kristin Steinert        | 51,50 | Karl Angerer Alexander Mann        | 50,39 | Anja Huber                     | 52,74    | Frank Rommel          | 51,52    | 3:26,15 min + 0,06 s |
| 03    | Kanada I                  | Kaillie Humphries Heather Moyse          | 51,40 | Lyndon Rush Cody Sorensen          | 50,35 | Mellisa Hollingsworth-Richards | 53,67    | Jon Montgomery        | 51,54    | 3:26,96 min + 0,87 s |
| 04    | Vereinigtes Königreich I  | Paula Walker Rebekah Wilson              | 51,72 | John Jackson Bruce Tasker          | 50,83 | Shelley Rudman                 | 53,34    | Kristan Bromley       | 51,85    | 3:27,74 min + 1,65 s |
| 05    | Russland I                | Olga Fjodorowa Julija Timofejewa         | 51,91 | Alexander Subkow Alexei Wojewoda   | 50,28 | Olga Potylizyna                | 53,90    | Sergei Tschudinow     | 51,97    | 3:28,06 min + 1,97 s |
| 06    | Russland II               | Anastassija Skulkina Margarita Ismailowa | 52,18 | Alexander Kasjanow Maxim Belugin   | 50,67 | Jelena Judina                  | 53,89    | Alexander Tretjakow   | 51,50    | 3:28,24 min + 2,15 s |
| 07    | Kanada II                 | Helen Upperton Shelly-Ann Brown          | 51,61 | Chris Spring Derek Plug            | 50,89 | Amy Gough                      | 53,97    | Michael Douglas       | 52,49    | 3:28,96 min + 2,87 s |
| 08    | Vereinigte Staaten II     | Elana Meyers Kristi Koplin               | 51,84 | John Napier Jesse Beckom           | 50,58 | Anne O’Shea                    | 55,05    | John Daly             | 51,88    | 3:29,35 min + 3,26 s |
| 09    | Vereinigte Staaten I      | Bree Schaaf Boyer Emily Azevedo          | 51,81 | Steven Holcomb Curtis Tomasevicz   | 50,45 | Katie Uhlaender                | 54,66    | Matthew Antoine       | 52,61    | 3:29,53 min + 3,44 s |
| 10    | Schweiz I                 | Sabina Hafner Michelle Huwiler           | 51,73 | Gregor Baumann Jürg Egger          | 50,34 | Jessica Kilian                 | 54,91    | Pascal Oswald         | 52,91    | 3:29,89 min + 3,80 s |
| 11    | Österreich                | Christina Baumann Inga Versen            | 52,81 | Jürgen Loacker Johannes Wipplinger | 50,75 | Janine Flock                   | 54,65    | Matthias Guggenberger | 52,43    | 3:30,64 min + 4,55 s |
| 12    | Schweiz II                | Fabienne Meyer Eveline Gerber            | 51,93 | Rico Peter Fabio Badraun           | 50,81 | Barbara Hosch                  | 55,41    | Lukas Kummer          | 53,06    | 3:31,21 min + 5,12 s |
| 13    | Vereinigtes Königreich II | Fiona Harrison Gillian Cooke             | 53,16 | Lamin Deen Richard Sharman         | 51,15 | Donna Creighton                | 54,24    | Andy Wood             | 53,21    | 3:31,76 min + 5,67 s |
| 14    | Australien                | Astrid Radjenovic Jamie Hedge            | 52,33 | Heath Spence Joshua Kelly          | 52,50 | Emma Lincoln-Smith             | 54,09    | John Farrow           | 53,41    | 3:32,33 min + 6,24 s |
| 15    | Rumänien                  | Carmen Tronescu Alina Savin              | 53,26 | Nicolae Istrate Florin Crăciun     | 50,72 | Maria Mazilu                   | 55,67    | Silviu Mesarosi       | 53,44    | 3:33,09 min + 7,00 s |

Datum: 20. Februar 2011
Die Mannschaften bestanden aus je einem männlichen und einem weiblichen Skeletonpiloten sowie je einem männlichen und einem weiblichen Zweierbobteam. Zuerst startete der männliche Skeletonpilot, dann das Frauenbobteam, danach die weibliche Skeletonpilotin und als Abschluss das Bobteam der Männer. Es wurde jeweils nur ein Lauf ausgefahren, die vier Einzelläufe zu einem Gesamtergebnis addiert.

## Medaillenspiegel
| Platz | Land               | Gold | Silber | Bronze | Gesamt |
| ----- | ------------------ | ---- | ------ | ------ | ------ |
| 1     | Deutschland        | 4    | 5      | 1      | 10     |
| 2     | Russland           | 1    | 1      | -      | 2      |
| 3     | Lettland           | 1    | -      | -      | 1      |
| 4     | Vereinigte Staaten | -    | 1      | 1      | 2      |
| 5     | Kanada             | -    | -      | 3      | 3      |